# Біла армія нуер
Біла армія нуер, біла армія (англ. Nuer White Army) — військова організація в Південному Судані, утворена в 1991 році. Комплектується з представників народу нуер. Назву отримала через присипання тіла білим попелом. У 1990-х організація воювала з народом дінка. Починаючи від 2006 року територія, що контролюється «білою армією» є самоврядною автономією. Після проголошення
незалежності Південного Судану була одним з основних причин початку громадянської війни в країні.